# Constantijn Nikolajevitsj van Rusland

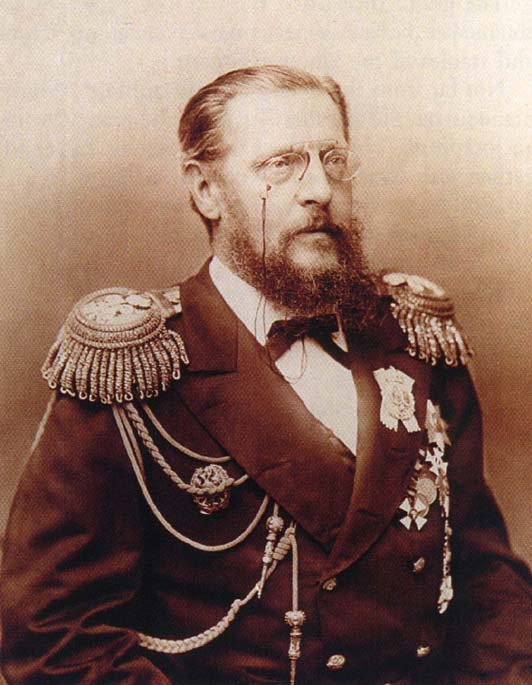
Grootvorst Constantijn

Constantijn Nikolajevitsj Romanov (Russisch: Константин Николаевич) (Sint-Petersburg, Rusland, 21 september 1827 – Pavlovsk, Rusland, 29 januari 1892), grootvorst van Rusland, was de tweede zoon van tsaar Nicolaas I van Rusland en diens echtgenote, Charlotte van Pruisen.

## Huwelijk en gezin
Hij trouwde op 11 september 1848 te Sint-Petersburg, Rusland, met prinses Alexandra van Saksen-Altenburg, dochter van Jozef van Saksen-Altenburg en Amelie van Württemberg. Na het huwelijk kreeg Alexandra de naam “Alexandra Josipovna Romanov”. Uit dit huwelijk werden zes kinderen geboren:
- Nicolaas (2 februari 1850 - 26 januari 1918), huwde met Nadezjda Alexandrovna Dreyer.
- Olga (3 september 1851 - 18 juni 1926), trouwde met koning George I van Griekenland.
- Vera (16 februari 1854 - 11 april 1912), trouwde met hertog Eugenius van Württemberg, een achterkleinzoon van Frederik I van Württemberg.
- Constantijn (22 augustus 1858 - 15 juni 1915), trouwde met prinses Elisabeth van Saksen-Altenburg, een zus van Ernst II van Saksen-Altenburg.
- Dimitri (13 juni 1860 - 28 januari 1919), hij werd vermoord door de bolsjewieken.
- Vjatsjeslav (13 juli 1862 - 27 februari 1879), stierf jong.

## Kwartierstaat
| Peter III van Rusland (1728–1762)    | Peter III van Rusland (1728–1762)    | Peter III van Rusland (1728–1762)    | Peter III van Rusland (1728–1762)    | Peter III van Rusland (1728–1762)    | Peter III van Rusland (1728–1762)    | Catharina II van Rusland (1729–1796) | Catharina II van Rusland (1729–1796) | Catharina II van Rusland (1729–1796)      | Catharina II van Rusland (1729–1796)      | Catharina II van Rusland (1729–1796)      | Catharina II van Rusland (1729–1796)      |                                           |                                           | Frederik Eugenius van Württemberg (1732-1797) | Frederik Eugenius van Württemberg (1732-1797) | Frederik Eugenius van Württemberg (1732-1797)              | Frederik Eugenius van Württemberg (1732-1797)              | Frederik Eugenius van Württemberg (1732-1797)              | Frederik Eugenius van Württemberg (1732-1797)              | Frederika Dorothea Sophia van Brandenburg-Schwedt (1736-1798) | Frederika Dorothea Sophia van Brandenburg-Schwedt (1736-1798) | Frederika Dorothea Sophia van Brandenburg-Schwedt (1736-1798) | Frederika Dorothea Sophia van Brandenburg-Schwedt (1736-1798) | Frederika Dorothea Sophia van Brandenburg-Schwedt (1736-1798) | Frederika Dorothea Sophia van Brandenburg-Schwedt (1736-1798) |                                                   |                                                   | Frederik Willem II van Pruisen (1744-1797)        | Frederik Willem II van Pruisen (1744-1797)        | Frederik Willem II van Pruisen (1744-1797) | Frederik Willem II van Pruisen (1744-1797) | Frederik Willem II van Pruisen (1744-1797)     | Frederik Willem II van Pruisen (1744-1797)     | Frederika van Hessen-Darmstadt (1751-1805)     | Frederika van Hessen-Darmstadt (1751-1805)     | Frederika van Hessen-Darmstadt (1751-1805)     | Frederika van Hessen-Darmstadt (1751-1805)     | Frederika van Hessen-Darmstadt (1751-1805) | Frederika van Hessen-Darmstadt (1751-1805) |                                               |                                               | Karel II van Mecklenburg-Strelitz (1741-1816) | Karel II van Mecklenburg-Strelitz (1741-1816) | Karel II van Mecklenburg-Strelitz (1741-1816) | Karel II van Mecklenburg-Strelitz (1741-1816) | Karel II van Mecklenburg-Strelitz (1741-1816) | Karel II van Mecklenburg-Strelitz (1741-1816) | Frederika Caroline Louise van Hessen-Darmstadt (1752–1782) | Frederika Caroline Louise van Hessen-Darmstadt (1752–1782) | Frederika Caroline Louise van Hessen-Darmstadt (1752–1782) | Frederika Caroline Louise van Hessen-Darmstadt (1752–1782) | Frederika Caroline Louise van Hessen-Darmstadt (1752–1782) | Frederika Caroline Louise van Hessen-Darmstadt (1752–1782) |  |  |  |  |  |  |  |  |  |  |  |  |  |  |  |  |  |  |  |  |  |  |  |  |  |  |  |  |  |  |  |  |  |  |  |  |  |  |  |  |  |  |  |  |  |  |  |  |
| Peter III van Rusland (1728–1762)    | Peter III van Rusland (1728–1762)    | Peter III van Rusland (1728–1762)    | Peter III van Rusland (1728–1762)    | Peter III van Rusland (1728–1762)    | Peter III van Rusland (1728–1762)    | Catharina II van Rusland (1729–1796) | Catharina II van Rusland (1729–1796) | Catharina II van Rusland (1729–1796)      | Catharina II van Rusland (1729–1796)      | Catharina II van Rusland (1729–1796)      | Catharina II van Rusland (1729–1796)      |                                           |                                           | Frederik Eugenius van Württemberg (1732-1797) | Frederik Eugenius van Württemberg (1732-1797) | Frederik Eugenius van Württemberg (1732-1797)              | Frederik Eugenius van Württemberg (1732-1797)              | Frederik Eugenius van Württemberg (1732-1797)              | Frederik Eugenius van Württemberg (1732-1797)              | Frederika Dorothea Sophia van Brandenburg-Schwedt (1736-1798) | Frederika Dorothea Sophia van Brandenburg-Schwedt (1736-1798) | Frederika Dorothea Sophia van Brandenburg-Schwedt (1736-1798) | Frederika Dorothea Sophia van Brandenburg-Schwedt (1736-1798) | Frederika Dorothea Sophia van Brandenburg-Schwedt (1736-1798) | Frederika Dorothea Sophia van Brandenburg-Schwedt (1736-1798) |                                                   |                                                   | Frederik Willem II van Pruisen (1744-1797)        | Frederik Willem II van Pruisen (1744-1797)        | Frederik Willem II van Pruisen (1744-1797) | Frederik Willem II van Pruisen (1744-1797) | Frederik Willem II van Pruisen (1744-1797)     | Frederik Willem II van Pruisen (1744-1797)     | Frederika van Hessen-Darmstadt (1751-1805)     | Frederika van Hessen-Darmstadt (1751-1805)     | Frederika van Hessen-Darmstadt (1751-1805)     | Frederika van Hessen-Darmstadt (1751-1805)     | Frederika van Hessen-Darmstadt (1751-1805) | Frederika van Hessen-Darmstadt (1751-1805) |                                               |                                               | Karel II van Mecklenburg-Strelitz (1741-1816) | Karel II van Mecklenburg-Strelitz (1741-1816) | Karel II van Mecklenburg-Strelitz (1741-1816) | Karel II van Mecklenburg-Strelitz (1741-1816) | Karel II van Mecklenburg-Strelitz (1741-1816) | Karel II van Mecklenburg-Strelitz (1741-1816) | Frederika Caroline Louise van Hessen-Darmstadt (1752–1782) | Frederika Caroline Louise van Hessen-Darmstadt (1752–1782) | Frederika Caroline Louise van Hessen-Darmstadt (1752–1782) | Frederika Caroline Louise van Hessen-Darmstadt (1752–1782) | Frederika Caroline Louise van Hessen-Darmstadt (1752–1782) | Frederika Caroline Louise van Hessen-Darmstadt (1752–1782) |  |  |  |  |  |  |  |  |  |  |  |  |  |  |  |  |  |  |  |  |  |  |  |  |  |  |  |  |  |  |  |  |  |  |  |  |  |  |  |  |  |  |  |  |  |  |  |  |
|                                      |                                      |                                      |                                      |                                      |                                      |                                      |                                      |                                           |                                           |                                           |                                           |                                           |                                           |                                               |                                               |                                                            |                                                            |                                                            |                                                            |                                                               |                                                               |                                                               |                                                               |                                                               |                                                               |                                                   |                                                   |                                                   |                                                   |                                            |                                            |                                                |                                                |                                                |                                                |                                                |                                                |                                            |                                            |                                               |                                               |                                               |                                               |                                               |                                               |                                               |                                               |                                                            |                                                            |                                                            |                                                            |                                                            |                                                            |  |  |  |  |  |  |  |  |  |  |  |  |  |  |  |  |  |  |  |  |  |  |  |  |  |  |  |  |  |  |  |  |  |  |  |  |  |  |  |  |  |  |  |  |  |  |  |  |
|                                      |                                      |                                      |                                      | Paul I van Rusland (1754-1801)       | Paul I van Rusland (1754-1801)       | Paul I van Rusland (1754-1801)       | Paul I van Rusland (1754-1801)       | Paul I van Rusland (1754-1801)            | Paul I van Rusland (1754-1801)            |                                           |                                           |                                           |                                           |                                               |                                               | Sophia Dorothea Augusta Louisa van Württemberg (1759-1828) | Sophia Dorothea Augusta Louisa van Württemberg (1759-1828) | Sophia Dorothea Augusta Louisa van Württemberg (1759-1828) | Sophia Dorothea Augusta Louisa van Württemberg (1759-1828) | Sophia Dorothea Augusta Louisa van Württemberg (1759-1828)    | Sophia Dorothea Augusta Louisa van Württemberg (1759-1828)    |                                                               |                                                               |                                                               |                                                               |                                                   |                                                   |                                                   |                                                   |                                            |                                            | Frederik Willem III van Pruisen (1770-1840)    | Frederik Willem III van Pruisen (1770-1840)    | Frederik Willem III van Pruisen (1770-1840)    | Frederik Willem III van Pruisen (1770-1840)    | Frederik Willem III van Pruisen (1770-1840)    | Frederik Willem III van Pruisen (1770-1840)    |                                            |                                            |                                               |                                               |                                               |                                               | Louise van Mecklenburg-Strelitz (1776-1810)   | Louise van Mecklenburg-Strelitz (1776-1810)   | Louise van Mecklenburg-Strelitz (1776-1810)   | Louise van Mecklenburg-Strelitz (1776-1810)   | Louise van Mecklenburg-Strelitz (1776-1810)                | Louise van Mecklenburg-Strelitz (1776-1810)                |                                                            |                                                            |                                                            |                                                            |  |  |  |  |  |  |  |  |  |  |  |  |  |  |  |  |  |  |  |  |  |  |  |  |  |  |  |  |  |  |  |  |  |  |  |  |  |  |  |  |  |  |  |  |  |  |  |  |
|                                      |                                      |                                      |                                      | Paul I van Rusland (1754-1801)       | Paul I van Rusland (1754-1801)       | Paul I van Rusland (1754-1801)       | Paul I van Rusland (1754-1801)       | Paul I van Rusland (1754-1801)            | Paul I van Rusland (1754-1801)            |                                           |                                           |                                           |                                           |                                               |                                               | Sophia Dorothea Augusta Louisa van Württemberg (1759-1828) | Sophia Dorothea Augusta Louisa van Württemberg (1759-1828) | Sophia Dorothea Augusta Louisa van Württemberg (1759-1828) | Sophia Dorothea Augusta Louisa van Württemberg (1759-1828) | Sophia Dorothea Augusta Louisa van Württemberg (1759-1828)    | Sophia Dorothea Augusta Louisa van Württemberg (1759-1828)    |                                                               |                                                               |                                                               |                                                               |                                                   |                                                   |                                                   |                                                   |                                            |                                            | Frederik Willem III van Pruisen (1770-1840)    | Frederik Willem III van Pruisen (1770-1840)    | Frederik Willem III van Pruisen (1770-1840)    | Frederik Willem III van Pruisen (1770-1840)    | Frederik Willem III van Pruisen (1770-1840)    | Frederik Willem III van Pruisen (1770-1840)    |                                            |                                            |                                               |                                               |                                               |                                               | Louise van Mecklenburg-Strelitz (1776-1810)   | Louise van Mecklenburg-Strelitz (1776-1810)   | Louise van Mecklenburg-Strelitz (1776-1810)   | Louise van Mecklenburg-Strelitz (1776-1810)   | Louise van Mecklenburg-Strelitz (1776-1810)                | Louise van Mecklenburg-Strelitz (1776-1810)                |                                                            |                                                            |                                                            |                                                            |  |  |  |  |  |  |  |  |  |  |  |  |  |  |  |  |  |  |  |  |  |  |  |  |  |  |  |  |  |  |  |  |  |  |  |  |  |  |  |  |  |  |  |  |  |  |  |  |
|                                      |                                      |                                      |                                      |                                      |                                      |                                      |                                      |                                           |                                           | Nicolaas I van Rusland (1796–1855)        | Nicolaas I van Rusland (1796–1855)        | Nicolaas I van Rusland (1796–1855)        | Nicolaas I van Rusland (1796–1855)        | Nicolaas I van Rusland (1796–1855)            | Nicolaas I van Rusland (1796–1855)            |                                                            |                                                            |                                                            |                                                            |                                                               |                                                               |                                                               |                                                               |                                                               |                                                               |                                                   |                                                   |                                                   |                                                   |                                            |                                            |                                                |                                                |                                                |                                                |                                                |                                                | Charlotte van Pruisen (1798-1860)          | Charlotte van Pruisen (1798-1860)          | Charlotte van Pruisen (1798-1860)             | Charlotte van Pruisen (1798-1860)             | Charlotte van Pruisen (1798-1860)             | Charlotte van Pruisen (1798-1860)             |                                               |                                               |                                               |                                               |                                                            |                                                            |                                                            |                                                            |                                                            |                                                            |  |  |  |  |  |  |  |  |  |  |  |  |  |  |  |  |  |  |  |  |  |  |  |  |  |  |  |  |  |  |  |  |  |  |  |  |  |  |  |  |  |  |  |  |  |  |  |  |
|                                      |                                      |                                      |                                      |                                      |                                      |                                      |                                      |                                           |                                           | Nicolaas I van Rusland (1796–1855)        | Nicolaas I van Rusland (1796–1855)        | Nicolaas I van Rusland (1796–1855)        | Nicolaas I van Rusland (1796–1855)        | Nicolaas I van Rusland (1796–1855)            | Nicolaas I van Rusland (1796–1855)            |                                                            |                                                            |                                                            |                                                            |                                                               |                                                               |                                                               |                                                               |                                                               |                                                               |                                                   |                                                   |                                                   |                                                   |                                            |                                            |                                                |                                                |                                                |                                                |                                                |                                                | Charlotte van Pruisen (1798-1860)          | Charlotte van Pruisen (1798-1860)          | Charlotte van Pruisen (1798-1860)             | Charlotte van Pruisen (1798-1860)             | Charlotte van Pruisen (1798-1860)             | Charlotte van Pruisen (1798-1860)             |                                               |                                               |                                               |                                               |                                                            |                                                            |                                                            |                                                            |                                                            |                                                            |  |  |  |  |  |  |  |  |  |  |  |  |  |  |  |  |  |  |  |  |  |  |  |  |  |  |  |  |  |  |  |  |  |  |  |  |  |  |  |  |  |  |  |  |  |  |  |  |
|                                      |                                      |                                      |                                      |                                      |                                      |                                      |                                      |                                           |                                           |                                           |                                           |                                           |                                           |                                               |                                               |                                                            |                                                            |                                                            |                                                            |                                                               |                                                               |                                                               |                                                               |                                                               |                                                               |                                                   |                                                   |                                                   |                                                   |                                            |                                            |                                                |                                                |                                                |                                                |                                                |                                                |                                            |                                            |                                               |                                               |                                               |                                               |                                               |                                               |                                               |                                               |                                                            |                                                            |                                                            |                                                            |                                                            |                                                            |  |  |  |  |  |  |  |  |  |  |  |  |  |  |  |  |  |  |  |  |  |  |  |  |  |  |  |  |  |  |  |  |  |  |  |  |  |  |  |  |  |  |  |  |  |  |  |  |
|                                      |                                      |                                      |                                      |                                      |                                      |                                      |                                      |                                           |                                           |                                           |                                           |                                           |                                           |                                               |                                               |                                                            |                                                            |                                                            |                                                            |                                                               |                                                               |                                                               |                                                               |                                                               |                                                               |                                                   |                                                   |                                                   |                                                   |                                            |                                            |                                                |                                                |                                                |                                                |                                                |                                                |                                            |                                            |                                               |                                               |                                               |                                               |                                               |                                               |                                               |                                               |                                                            |                                                            |                                                            |                                                            |                                                            |                                                            |  |  |  |  |  |  |  |  |  |  |  |  |  |  |  |  |  |  |  |  |  |  |  |  |  |  |  |  |  |  |  |  |  |  |  |  |  |  |  |  |  |  |  |  |  |  |  |  |
| Alexander II van Rusland (1818–1881) | Alexander II van Rusland (1818–1881) | Alexander II van Rusland (1818–1881) | Alexander II van Rusland (1818–1881) | Alexander II van Rusland (1818–1881) | Alexander II van Rusland (1818–1881) |                                      |                                      | Maria Nikolajevna van Rusland (1819-1876) | Maria Nikolajevna van Rusland (1819-1876) | Maria Nikolajevna van Rusland (1819-1876) | Maria Nikolajevna van Rusland (1819-1876) | Maria Nikolajevna van Rusland (1819-1876) | Maria Nikolajevna van Rusland (1819-1876) |                                               |                                               | Olga Nikolajevna van Rusland (1822-1892)                   | Olga Nikolajevna van Rusland (1822-1892)                   | Olga Nikolajevna van Rusland (1822-1892)                   | Olga Nikolajevna van Rusland (1822-1892)                   | Olga Nikolajevna van Rusland (1822-1892)                      | Olga Nikolajevna van Rusland (1822-1892)                      |                                                               |                                                               | Constantijn Nikolajevitsj van Rusland (1827-1892)             | Constantijn Nikolajevitsj van Rusland (1827-1892)             | Constantijn Nikolajevitsj van Rusland (1827-1892) | Constantijn Nikolajevitsj van Rusland (1827-1892) | Constantijn Nikolajevitsj van Rusland (1827-1892) | Constantijn Nikolajevitsj van Rusland (1827-1892) |                                            |                                            | Nicolaas Nikolajevitsj van Rusland (1831–1891) | Nicolaas Nikolajevitsj van Rusland (1831–1891) | Nicolaas Nikolajevitsj van Rusland (1831–1891) | Nicolaas Nikolajevitsj van Rusland (1831–1891) | Nicolaas Nikolajevitsj van Rusland (1831–1891) | Nicolaas Nikolajevitsj van Rusland (1831–1891) |                                            |                                            | Michaël Nikolajevitsj van Rusland (1832-1909) | Michaël Nikolajevitsj van Rusland (1832-1909) | Michaël Nikolajevitsj van Rusland (1832-1909) | Michaël Nikolajevitsj van Rusland (1832-1909) | Michaël Nikolajevitsj van Rusland (1832-1909) | Michaël Nikolajevitsj van Rusland (1832-1909) |                                               |                                               | 2 zusters                                                  | 2 zusters                                                  | 2 zusters                                                  | 2 zusters                                                  | 2 zusters                                                  | 2 zusters                                                  |  |  |  |  |  |  |  |  |  |  |  |  |  |  |  |  |  |  |  |  |  |  |  |  |  |  |  |  |  |  |  |  |  |  |  |  |  |  |  |  |  |  |  |  |  |  |  |  |